# Bernat Pou Riera
Bernat Pou Riera "de Can Pastora" (Mancor de la Vall, 1896 - París, 1956). Sindicalista i militant anarquista.

## Militància sindicalista i lluita contra la Dictadura
El 1903, es traslladà a Lió, on treballà amb un oncle seu que tenia un magatzem de vins. En aquesta ciutat estudià en un col·legi paül i amb 16 anys entrà a treballar de cambrer, començant la seva militància sindicalista. Expulsat de França devers 1916, es traslladà a Barcelona, on s'integrà dins la Confederació Nacional del Treball (CNT). Pels matins treballava al Registre de Documents de l'Ajuntament de Barcelona i per les tardes al Port Franc amb l'enginyer Alexandre Sancho. En aquests anys fou íntim amic de Joan García Oliver, Jaume Rosquillas Magrinyà i Eusebi Carbó Carbó. El 1922 s'uní sentimentalment amb la tortosina Elòdia Subirats, amb qui tingué dos infants (Llibert i Pepita). De formació autodidacta, durant la Dictadura de Primo de Rivera (1923-30) i la Segona República (1931-36), esdevengué un dirigent destacat de l'anarco-sindicalisme català. L'any 1924 era secretari del comitè regional de la CNT catalana. Sota la dictadura de Primo de Rivera s'exilià a França on col·laborà amb la Federació de Grups Anarquistes de Llengua Espanyola. Delegat del sindicat de la Construcció de Barcelona l'any 1930. El juliol del mateix any era el Secretari general del Comitè de la CRTC, i com a tal va obrir la Conferència Regional de la citada CRTC (Barcelona, 06 de juliol de 1930). Relacionat amb el fracassat intent insurreccional de Fermín Galán, el novembre de 1930 va ser processat, amb Pere Foix Cases i Antoni Amador Obón, per un delicte de premsa arran d'haver publicat i repartit un pamflet on s'atacava l'autoritat. El gener de 1931, amb altres anarcosindicalistes, signà una carta adreçada als Comitès Confederals on protestava contra la inactivitat de la CNT i convidava els sindicalistes a engegar una campanya per a aconseguir la llibertat de Fermín Galán Rodríguez.

## República i Guerra Civil
En els anys republicans participà en activitats del grup republicà federal encapçalat per Abel Velilla Sarasola. Durant la guerra va treballar a l'oficina de propaganda de la CNT-FAI i fou responsable de la ràdio i militant actiu en la secció de periodistes del mateix sindicat. El 1936, fou nomenat secretari del Ministeri de Propaganda de la Segona República. El 1938 representà la FAI en el míting a Barcelona del Primer de Maig i poc després va ser nomenat cap tècnic de la Secció de Premsa i Propaganda del Departament d'Instrucció Pública i Sanitat de la Segona República espanyola. Acompanya l'hindú Pandit Nehru, aleshores rebel contra el govern britànic, en la seva visita de suport a la República espanyola, així com a Emma Goldman en el seu viatge de suport a la Revolució espanyola. El 1939, s'exilià a Bèlgica, d'on passà després a França.

## Activitat sindical a l'exili
A l'exili serà present en diversos congressos i reunions de l'AIT. Quan els alemanys envaïren Bèlgica, passà a França amb documentació falsa i s'instal·là al departament d'Òlt (Llenguadoc, Occitània). Entrà a formar part de la gestió de l'Associació Internacional dels Treballadors (AIT), assistint als congressos de 1945 i 1947. El 1946 ocupà la secretaria del Comitè Regional de Lió del Moviment Llibertari Espanyol (MLE). L'agost de 1946, en el Ple Nacional de Regionals del MLE celebrat a Tolosa (Llenguadoc, Occitània), va ser nomenat delegat per al subsecretariat d'Europa Occidental de l'AIT. El 1948, amb Renée Lamberet i Henri Bouyé, participà en la Comissió d'Ajuda als Antifeixistes Búlgars i el juliol d'aquest mateix any organitzà una gran exposició de cartells de la Revolució espanyola a la Sala Lancry de París. El febrer de 1949 representà el Brasil en la II Conferència Intercontinental de la CNT celebrada a Tolosa i aquell mateix any en una reunió a París va ser nomenat secretari de l'AIT. Durant els anys quaranta realitzà nombrosos mítings i conferències arreu de França (Dijon, Carcassona, Castres, Tolosa, L'Avelhanet, Sant-Etiève, Rive-de-Gier, Séchilienne, Lió, etc.). El 1951 representà l'AIT en el Ple Intercontinental. Es mantingué partidari del sector confederal seguidor de Federica Montseny i Germinal Esgleas. El 10 de maig de 1953 parlà, amb Albert Camus i Nicolas Lazarevitch, en un gran míting anticolonialista, antiestalinista i antimaccarthista en defensa de les llibertats celebrat a la Borsa del Treball de Sant-Etiève.

## Periodista i traductor
La seva companya durant l'exili fou la historiadora llibertària Renée Lamberet, a qui ajudà en la seva tasca d'investigació sobre l'anarquisme. Traduí nombrosos textos i fullets del francès al castellà. Durant tota la seva vida va col·laborar amb multitud de publicacions llibertàries, entre elles amb "Cultura Obrera" de Palma, "Acción", "Boletín de Información CNT-FAI", "Cenit", "CNT", "Cultura Proletaria", "Fructidor", "Guerra di Classe", "A Plebe", "El Productor", "La Rambla de Catalunya", "Syndikalismen", "Solidaridad Obrera","Universo" i "Tierra y Libertad" de Barcelona. És autor de "Un año de conspiración (Antes de la República)" (1933), amb Jaume Rosquillas Magrinyà, "Realizaciones" (1938), "Del algodón a la retama" (1938), amb altres autors, i "Sangre de tribus" (1939). Va fer servir el pseudònim R. Bernard. Va morir a França el 4 de setembre de 1956 i fou enterrat a Brunoy (Illa de França, França) amb paraules de Federica Montseny i Henri Bouyé. 